# Inscripció DNa

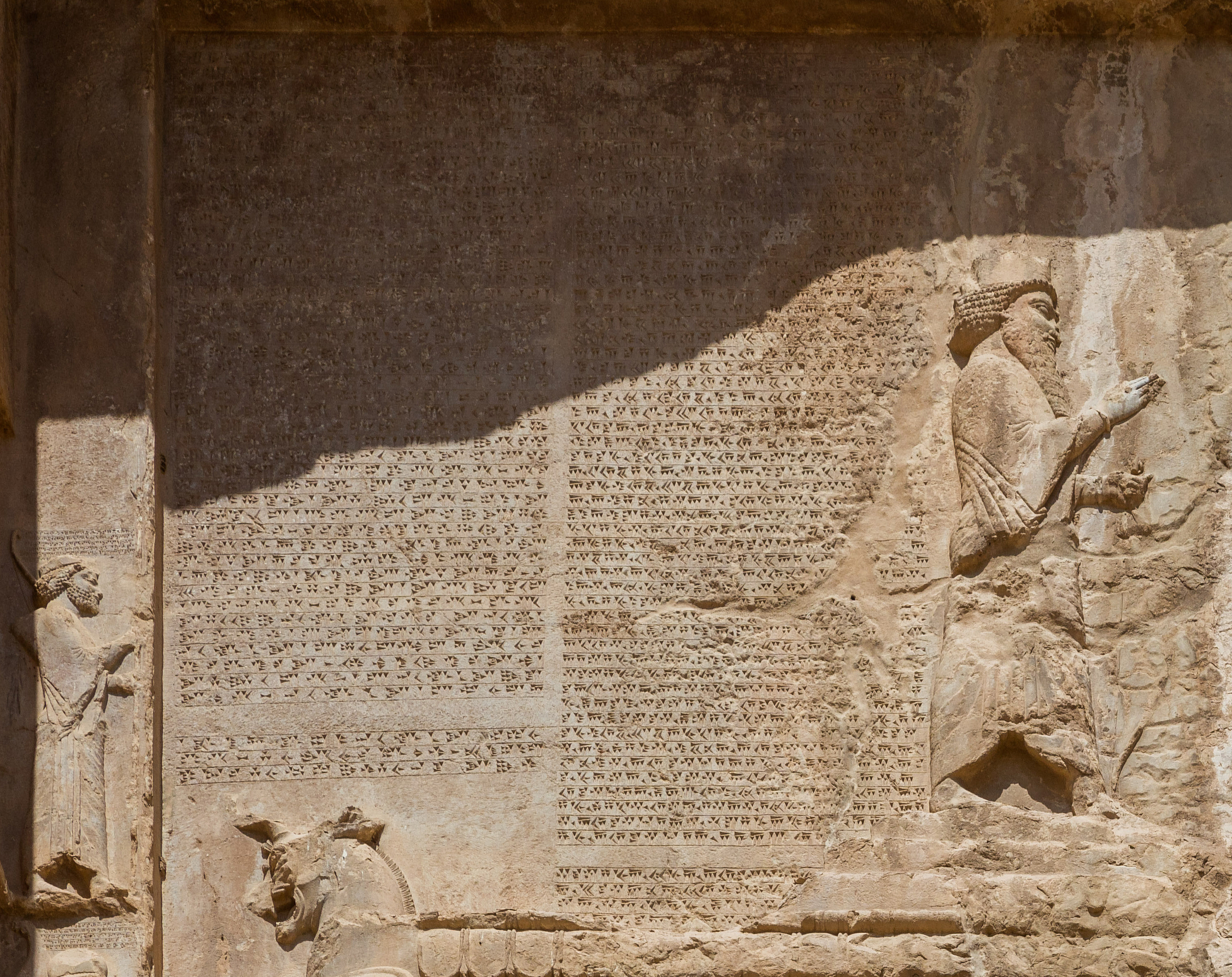
Una fotografia de la inscripció del DNa a Naqsh-e Rostam, 2018

La Inscripció DNa (acrònim de Darios Naqsh-e Rostam inscription a) és una famosa inscripció de l'època aquemènida que es troba a Naqsh-e Rostam, a l'Iran. Data de l'any 490 abans de la nostra era, l'època de Darios el Gran, i apareix a la cantonada superior esquerra de la façana de la seua tomba. És feta en l'escriptura cuneïforme del persa antic.

## Contingut
La inscripció esmenta les conquestes de Darios el Gran i els seus èxits en vida. No se'n coneix la data exacta, però deu ser de la darrera dècada del seu regnat.
Igual que en altres inscripcions de Darios, s'hi enumeren els territoris controlats per l'Imperi aquemènida.
Les nacionalitats esmentades en la Inscripció DNa s'il·lustren vívidament amb grans relleus escultòrics dels registres superiors de totes les tombes, inclosa la de Darios, a Naqsh-e Rostam. Una de les millor conservades n'és la de Xerxes I de Pèrsia.

## Escriptura
La inscripció està escrita en persa antic, amb escriptura cuneïforme, una forma quasi alfabètica i senzilla de les antigues escriptures amb 36 caràcters fonètics i 8 logogrames, especialment dissenyada i utilitzada pels primers governants aquemènides del segle vi abans de la nostra era.
|      |   | k- | x- | g- | c- | ç- | j- | t- | θ- | d- | p- | f- | b- | n- | m- | y- | v- | r- | l- | s- | z- | š- | h- |
| -(a) | 𐎠 | 𐎣  | 𐎧  | 𐎥  | 𐎨  | 𐏂  | 𐎩  | 𐎫  | 𐎰  | 𐎭  | 𐎱  | 𐎳  | 𐎲  | 𐎴  | 𐎶  | 𐎹  | 𐎺  | 𐎼  | 𐎾  | 𐎿  | 𐏀  | 𐏁  | 𐏃  |
| -i   | 𐎡 | —  | 𐎧  | —  | 𐎨  | 𐏂  | 𐎪  | 𐎫  | 𐎰  | 𐎮  | 𐎱  | 𐎳  | 𐎲  | 𐎴  | 𐎷  | 𐎹  | 𐎻  | 𐎼  | 𐎾  | 𐎿  | 𐏀  | 𐏁  | 𐏃  |
| -u   | 𐎢 | 𐎤  | 𐎧  | 𐎦  | 𐎨  | 𐏂  | —  | 𐎬  | 𐎰  | 𐎯  | 𐎱  | 𐎳  | 𐎲  | 𐎵  | 𐎸  | 𐎹  | —  | 𐎽  | 𐎾  | 𐎿  | 𐏀  | 𐏁  | 𐏃  |

## Inscripció completa
La inscripció completa consta de dues parts, la primera relacionada amb una descripció del llinatge de Darios, i una llista dels països sota el seu domini. La segona part té un caràcter religiós i està relacionada amb el culte a Ahura Mazda. En la taula següent cada inscripció s'ha separat en cel·les per a facilitar-ne el seguiment:

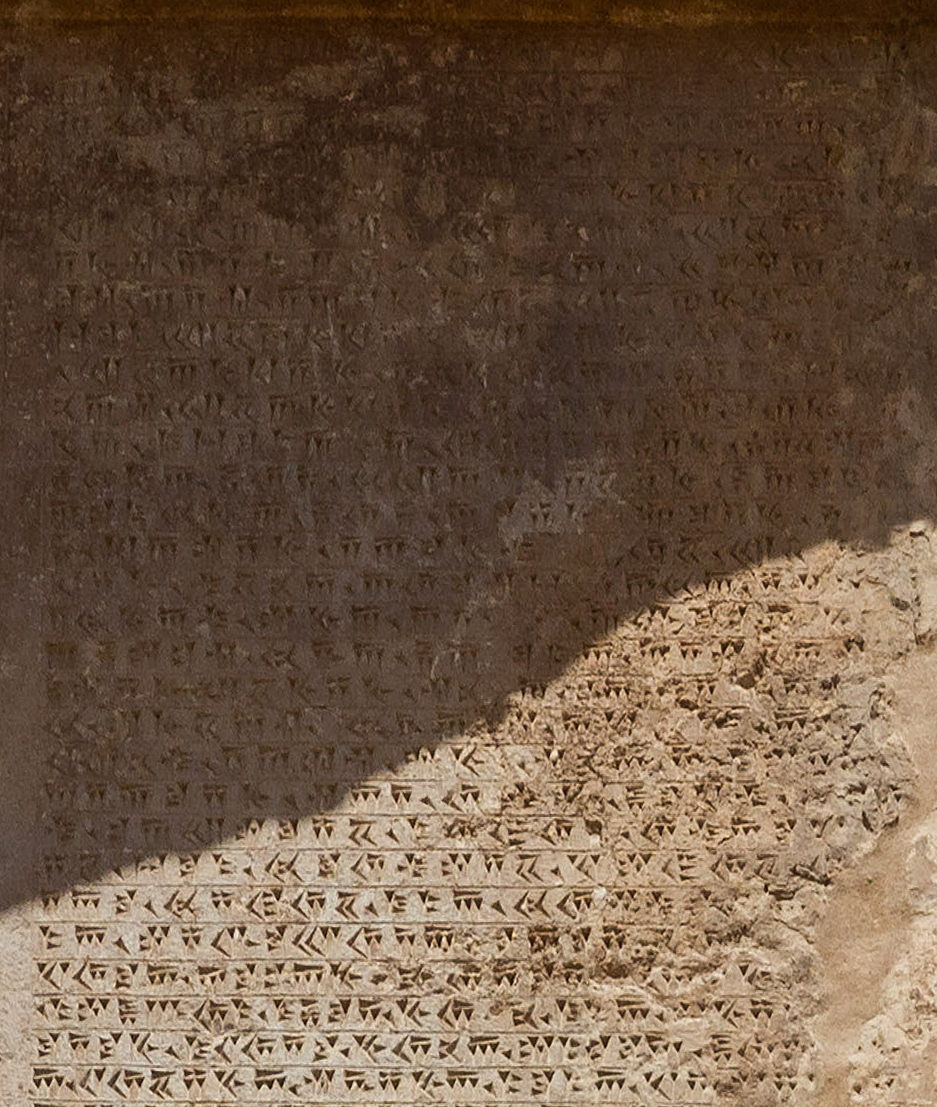
Part I
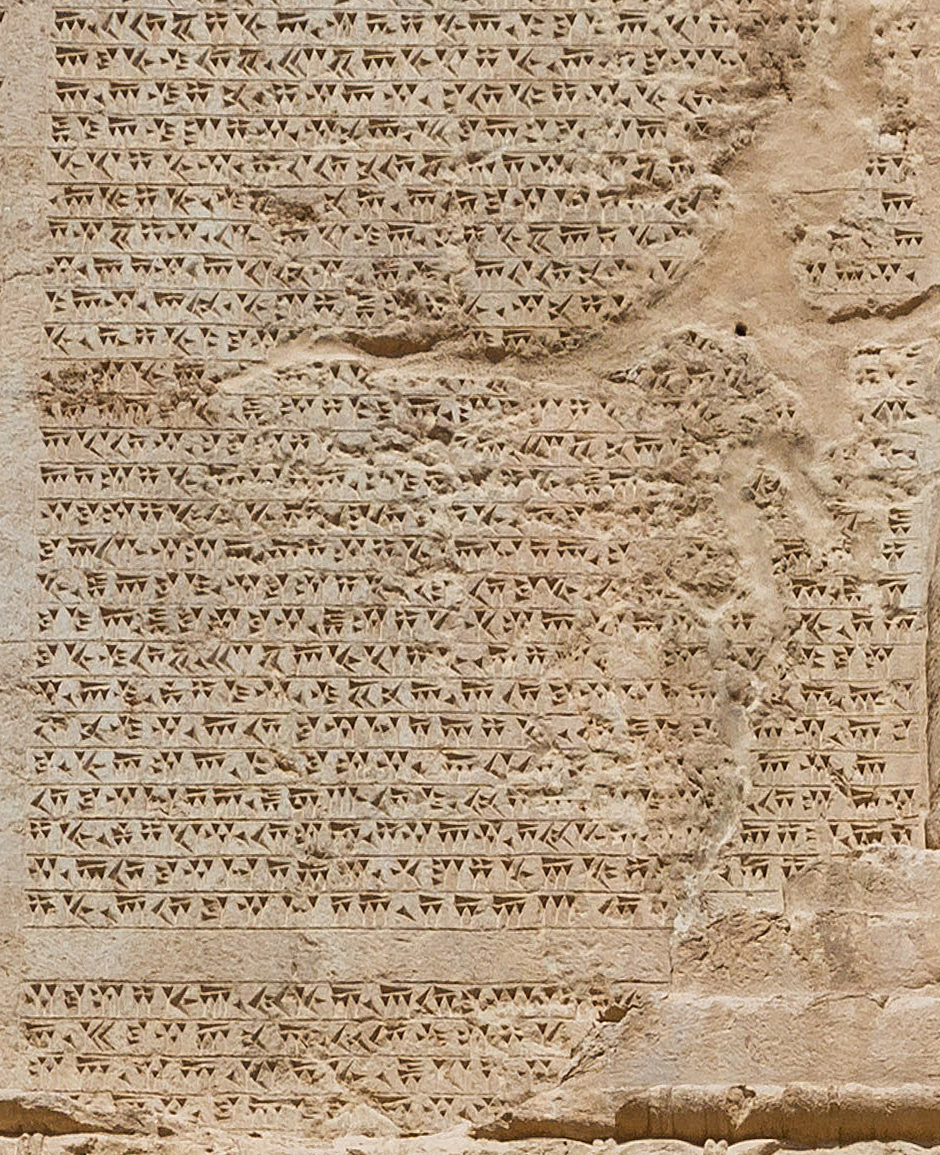
Part II

| Traducció al català (Part I) | Traducció al català (Part I) |
| Transliteració | Original |
| --- | --- |
| (1) Un gran déu és Ahura Mazda, que creà aquesta terra, que creà el cel, que creà l'ésser humà, que creà la felicitat per a l'ésser humà, que feu Darios rei, un rei de molts, un senyor de molts. Soc Darios el Gran Rei, Rei de Reis, Rei de països que contenen tota mena de persones, rei en aquesta gran Terra llunyana i extensa, fill d'Histaspes, un aquemènida, un persa, fill d'un persa, un ari, amb llinatge ari.                                 | |
| 1. baga vazraka Auramazdā hya imām 2. būmim adā hya avam asmānam 3. adā hya martiyam adā hya 4. šiyātim adā martiyahyā 5. hya Dārayavaum xšāyaθiyam akunauš 6. aivam parūvnām xšāyaθiyam 7. aivam parūvnām framātāram 8. adam Dārayavauš xšāyaθiya vazraka 9. xšāyaθiya xšāyaθiyānām 10. xšāyaθiya dahyūnām vispazanānām 11. xšāyaθiya ahyāyā būmiyā 12. vazrakāyā dūraiy apiy Vištāspahyā 13. puça Haxāmanišiya Pārsa Pārsahyā 14. puça Ariya Ariya ciça     | 1. 𐎲𐎥 𐏐 𐎺𐏀𐎼𐎣 𐏐 𐎠𐎢𐎼𐎶𐏀𐎭𐎠 𐏐 𐏃𐎹 𐏐 𐎡𐎶/𐎠𐎶 2. 𐏐 𐎲𐎢𐎷𐎡𐎶 𐏐 𐎠𐎭𐎠 𐏐 𐏃𐎹 𐏐 𐎠𐎺𐎶 𐏐 𐎠𐎿𐎶/𐎠𐎴𐎶 3. 𐏐 𐎠𐎭𐎠 𐏐 𐏃𐎹 𐏐 𐎶𐎼𐎫𐎡𐎹𐎶 𐏐 𐎠𐎭𐎠 𐏐 𐏃/𐎹 4. 𐏐 𐏁𐎡𐎹𐎠𐎫𐎡𐎶 𐏐 𐎠𐎭𐎠 𐏐 𐎶𐎼𐎫𐎡𐎹𐏃𐎹𐎠 5. 𐏐 𐏃𐎹 𐏐 𐎭𐎠𐎼𐎹𐎺𐎢𐎶 𐏐 𐎧𐏁𐎠𐎹𐎰𐎡𐎹𐎶 𐏐 𐎠𐎤/𐎢𐎴𐎢𐏁 6. 𐏐 𐎠𐎡𐎺𐎶 𐏐 𐎱𐎽𐎢𐎺𐎴𐎠𐎶 𐏐 𐎧𐏁𐎠𐎹𐎰/𐎡𐎹𐎶 7. 𐏐 𐎠𐎡𐎺𐎶 𐏐 𐎱𐎽𐎢𐎺𐎴𐎠𐎶 𐏐 𐎳𐎼𐎶𐎠𐎫𐎠/𐎼𐎶 8. 𐏐 𐎠𐎭𐎶 𐏐 𐎭𐎠𐎼𐎹𐎺𐎢𐏁 𐏐 𐎧𐏁𐎠𐎹𐎰𐎡𐎹 𐏐 𐎺/𐏀𐎼𐎣 9. 𐏐 𐎧𐏁𐎠𐎹𐎰𐎡𐎹 𐏐 𐎧𐏁𐎠𐎹𐎰𐎡𐎹𐎠𐎴𐎠𐎶 10. 𐏐 𐎧𐏁𐎠𐎹𐎰𐎡𐎹 𐏐 𐎭𐏃𐎹𐎢𐎴𐎠𐎶 𐏐 𐎻𐎡𐎿𐎱𐏀𐎴𐎠/𐎴𐎠𐎶 11. 𐏐 𐎧𐏁𐎠𐎹𐎰𐎡𐎹 𐏐 𐎠𐏃𐎹𐎠𐎹𐎠 𐏐 𐎲𐎢𐎷𐎡/𐎹𐎠 12. 𐏐 𐎺𐏀𐎼𐎣𐎠𐎹𐎠 𐏐 𐎯𐎢𐎼𐎡<𐎹 𐏐> 𐎠𐎱𐎡𐎹 𐏐 𐎻𐎡𐏁𐎫𐎠𐎿/𐎱𐏃𐎹𐎠 13. 𐏐 𐎱𐎢𐏂 𐏐 𐏃𐎧𐎠𐎶𐎴𐎡𐏁𐎡𐎹 𐏐 𐎱𐎠𐎼𐎿 𐏐 𐎱/𐎠𐎼𐎿𐏃𐎹𐎠 14. 𐏐 𐎱𐎢𐏂 𐏐 𐎠𐎼𐎡𐎹 𐏐 𐎠𐎼𐎡𐎹 𐏐 𐎨𐎡/𐏂 |
| (15) El rei Darios diu: Pel favor d'Ahura Mazda aquests són els països que vaig prendre fora de Pèrsia; els vaig governar; em reteren tribut; feren el que els vaig manar; mantingueren la meua llei fermament; Mèdia, Elam, Pàrtia, Aria. | |
| 1. θātiy Dārayavauš xšāyaθiya 2. vašnā Auramazdāhā imā 3. dahyāva tyā adam agarbāyam 4. apataram hacā Pārsā adamšām : 5. patiyaxšayaiy manā bājim abaraha 6. tyašām hacāma aθahya ava akunava 7. dātam tya manā avadiš 8. adāraiya Māda Ūvja Parθava Haraiva | 1. 𐏐 𐎰𐎠𐎫𐎡𐎹 𐏐 𐎭𐎠𐎼𐎹𐎺𐎢𐏁 𐏐 𐎧𐏁[𐎠]𐎹/𐎰𐎡𐎹 2. 𐏐 𐎺𐏁𐎴𐎠 𐏐 𐎠𐎢𐎼𐎶𐏀𐎭𐎠𐏃𐎠 𐏐 𐎡𐎶[𐎠 𐏐] 3. 𐎭𐏃𐎹𐎠𐎺 𐏐 𐎫𐎹𐎠 𐏐 𐎠𐎭𐎶 𐏐 𐎠𐎥𐎼𐎲𐎠𐎹[𐎶 𐏐] 4. 𐎠𐎱𐎫𐎼𐎶 𐏐 𐏃𐎨𐎠 𐏐 𐎱𐎠𐎼𐎿𐎠 𐏐 𐎠𐎭𐎶𐏁𐎠[𐎶 𐏐] 5. 𐎱𐎫𐎡𐎹𐎧𐏁𐎹𐎡𐎹 𐏐 𐎶𐎴𐎠 𐏐 𐎲𐎠𐎪𐎡𐎶 𐏐 𐎠𐎲[𐎼]/𐏃 6. 𐏐 𐎫𐎹𐏁𐎠𐎶 𐏐 𐏃𐎨𐎠𐎶 𐏐 𐎠𐎰𐏃𐎹 𐏐 𐎠𐎺 𐏐 [𐎠]/𐎤𐎢𐎴𐎺 7. 𐏐 𐎭𐎠𐎫𐎶 𐏐 𐎫𐎹 𐏐 𐎶𐎴𐎠 𐏐 𐎠𐎺𐎮𐎡[𐏁 𐏐] 8. 𐎠𐎭𐎠𐎼𐎡𐎹 𐏐 𐎶𐎠𐎭 𐏐 𐎢𐎺𐎩 𐏐 𐎱𐎼𐎰𐎺 𐏐 𐏃𐎼[𐎡]/𐎺 |
| (23) Bactriana, Sogdiana, Coràsmia, (24) Drangiana, Aracòsia, Satagídia, [Gadāra], (25-26) Índia [Hiduš], els escites que beuen haoma, els escites amb gorres punxegudes, Babilònia, Assíria, (27) Aràbia, Egipte, Armènia, (28) Capadòcia, Lídia, els grecs de Yauna, els escites de l'altra banda de la mar [Sakâ], (Sakâ), (29) Tràcia, els grecs amb pètasos [Yaunâ], els libis, (30) els nubians, els de Maka i els caris. - Inscripció DNa de Darios I. | |
| 1. Bāxtriš Suguda Uvārazmiš 2. Zraka Harauvatiš Θataguš Gadāra 3. Hiduš Sakā haumavargā Sakā 4. tigraxaudā Bābirauš Aθurā 5. Arabāya (Arabia) Mudrāya (Egypt) Armina (Armenia) 6. Katpatuka Sparda Yauna (Ionia) Sakā tyaiy paradraya 7. Skudra Yaunā takabarā Putāyā 8. Kūšiyā Maciyā Karkā. | 1. 𐏐 𐎲𐎠𐎧𐎫𐎼𐎡𐏁 𐏐 𐎿𐎢𐎦𐎢𐎭 𐏐 𐎢𐎺𐎠𐎼𐏀[𐎷]/𐎡𐏁 2. 𐏐 𐏀𐎼𐎣 𐏐 𐏃𐎼𐎢𐎺𐎫𐎡𐏁 𐏐 𐎰𐎫𐎦𐎢𐏁 𐏐 𐎥/𐎭𐎠𐎼 3. 𐏐 𐏃𐎡𐎯𐎢𐏁 𐏐 𐎿𐎣𐎠 𐏐 𐏃𐎢𐎶𐎺𐎼𐎥𐎠 𐏐 𐎿/𐎣𐎠 4. 𐏐 𐎫𐎡𐎥𐎼𐎧𐎢𐎭𐎠 𐏐 𐎲𐎠𐎲𐎡𐎽𐎢[𐏁 𐏐] 𐎠/𐎰𐎢𐎼𐎠 5. 𐏐 𐎠𐎼𐎲𐎠𐎹 𐏐 𐎸𐎢𐎭𐎼𐎠𐎹 𐏐 𐎠𐎼𐎷[𐎡𐎴] 6. 𐏐 𐎣𐎫𐎱𐎬𐎢𐎣 𐏐 𐎿𐎱𐎼𐎭 𐏐 𐎹𐎢𐎴 𐏐 𐎿𐎣𐎠 𐏐 𐎫𐎹𐎡[𐎹 𐏐 𐎱]/𐎼𐎭𐎼𐎹 7. 𐏐 𐎿𐎤𐎢𐎭𐎼 𐏐 𐎹𐎢𐎴𐎠 𐏐 𐎫𐎣𐎲𐎼𐎠 𐏐 𐎱𐎢𐎫[𐎠]𐎹/𐎠 8. 𐏐 𐎤𐎢𐏁𐎡𐎹𐎠 𐏐 𐎶𐎨𐎡𐎹𐎠 𐏐 𐎣𐎼𐎣𐎠 𐏐 |

| Traducció al català (Part II) | Traducció al català (Part II) |
| Transliteració | Original |
| --- | --- |
| (1) El rei Darios diu: Ahura Mazda, quan va veure aquesta terra commocionada, me la concedí, me'n feu rei; en soc rei. Pel favor d'Ahura Mazda la vaig posar al seu lloc; el que els vaig manar, ho van fer, com era el meu desig. Si ara penseu «¿Quants són els països que el rei Darios tenia en el seu poder?» mireu les escultures [dels] que duen el tron, llavors ho sabreu, llavors se us farà saber: la llança d'un persa ha arribat lluny; llavors ho sabreu: un persa ha lliurat la guerra lluny de Pèrsia.                                                           | |
| 1. θātiy Dārayavauš 2. xšāyaθiya Auramazdā yaθā 3. avaina : imām : būmim : yaudatim : 4. pasāvadim : manā : frābara : mām : xšāyaθiyam 5. akunauš adam xšāyaθiya 6. amiy vašnā Auramazdāhā adamšim 7. gāθavā niyašādayam tyašām 8. adam aθaham ava akunava yaθā mām 9. kāma āha yadipatiy maniyāhaiy tya 10. ciyakaram āha avā dahyāva 11. tyā Dārayavauš xšāyaθiya 12. adāraya patikarā dīdiy tyaiy gāθum 13. baratiy avadā xšnāsāhy : 14. adataiy azdā bavātiy Pārsahyā 15. martiyahyā dūraiy arštiš parāgmatā 16. adataiy azdā bavātiy 17. Pārsa martiya dūrayapiy hacā Pārsā | 1. (última pare de la línea) 𐎰𐎠𐎫𐎡𐎹 𐏐 𐎭 2. 𐎠𐎼𐎹𐎺𐎢𐏁𐏐 𐎧𐏁𐎠𐎹𐎰𐎡𐎹 𐏐 𐎠𐎢𐎼𐎶𐏀𐎭𐎠 [𐏐 𐎹]𐎰/𐎠 3. 𐏐 𐎠𐎺𐎡𐎴 𐏐 𐎡𐎶𐎠𐎶 𐏐 𐎲𐎢𐎷𐎡𐎶 𐏐 𐎹𐎢[𐎭𐎫𐎡𐎶 𐏐] 4. 𐎱𐎿𐎠𐎺𐎮𐎡𐎶 𐏐 𐎶𐎴𐎠 𐏐 𐎳𐎼𐎠𐎲𐎼 𐏐 𐎶𐎠𐎶 [𐏐 𐎧𐏁𐎠/𐎹𐎰𐎡𐎹𐎶 5. 𐏐 𐎠𐎤𐎢𐎴𐎢𐏁 𐏐 𐎠𐎭𐎶 𐏐 𐎧𐏁𐎠[𐎹𐎰]𐎡𐎹 6. 𐏐 𐎠𐎷𐎡𐎹 𐏐 𐎺𐏁𐎴𐎠 𐏐 𐎠𐎢𐎼𐎶𐏀𐎭𐎠𐏃[𐎠] 𐏐 𐎠/𐎭𐎶𐏁𐎡𐎶 7. 𐏐 𐎥𐎠𐎰𐎺𐎠 𐏐 𐎴𐎡𐎹𐏁𐎠𐎭𐎹𐎶 [𐏐 𐎫𐎹]𐏁𐎠/𐎶 8. 𐏐 𐎠𐎭𐎶 𐏐 𐎠𐎰𐏃𐎶 𐏐 𐎠𐎺 𐏐 𐎠𐎤𐎢𐎴𐎺 𐏐 𐎹[𐎰𐎠 𐏐] 𐎶𐎠𐎶 𐏐 9. 𐎣𐎠𐎶 𐏐 𐎠𐏃 𐏐 𐎹𐎮𐎡𐎱𐎫𐎡𐎹 𐏐 𐎶𐎴𐎡𐎹[𐎠𐏃𐎡𐎹 𐏐 𐎫]/𐎹 10. 𐏐 𐎨𐎡𐎹𐎣𐎼𐎶 𐏐 [𐎠𐏃 𐏐 𐎠]𐎺𐎠 𐏐 𐎭𐏃𐎹𐎠𐎺 11. 𐏐 𐎫𐎹𐎠 𐏐 𐎭𐎠𐎼𐎹[𐎺]𐎢𐏁 𐏐 𐎧𐏁𐎠𐎹[𐎰]𐎡𐎹 12. 𐏐 𐎠𐎭𐎠𐎼𐎹 𐏐 𐎱𐎫𐎡𐎣𐎼𐎠 𐏐 𐎮𐎡𐎮𐎡𐎹 𐏐 𐎫𐎹𐎡[𐎹] 𐏐 𐎥/𐎠𐎰𐎢𐎶 13. 𐏐 𐎲𐎼𐎫𐎡𐎹 𐏐 𐎠[𐎺]𐎭𐎠 𐏐 𐎧𐏁𐎴𐎠𐎿𐎠𐏃𐎹 𐏐 14. 𐎠𐎭𐎫𐎡𐎹 𐏐 𐎠𐏀𐎭𐎠 𐏐 𐎲𐎺𐎠[𐎫]𐎡𐎹 𐏐 𐎱𐎠𐎼[𐎿]𐏃[𐎹𐎠 𐏐] 15. 𐎶𐎼𐎫𐎡𐎹𐏃𐎹𐎠 𐏐 𐎯𐎢𐎼𐎡𐎹 𐏐 𐎠𐎼𐏁𐎫[𐎡]𐏁 𐏐 𐎱/𐎼𐎠𐎥𐎶𐎫𐎠 16. 𐏐 𐎠𐎭𐎫𐎡𐎹 𐏐 𐎠𐏀𐎭𐎠 𐏐 𐎲𐎺𐎠𐎫𐎡/𐎹 17. 𐏐 𐎱𐎠𐎼𐎿 𐏐 𐎶𐎼𐎫𐎡𐎹 𐏐 𐎯𐎢𐎼𐎹𐎱𐎡𐎹 [𐏐 𐏃𐎨]𐎠 𐏐 𐎱𐎠/𐎼𐎿𐎠 |
| (18) El rei Darios diu: Açò que s'ha fet, tot allò que per voluntat d'Ahura Mazda he fet, Ahura Mazda m'ajudà perquè fes l'obra. Que Ahura Mazda em protegisca de tot mal, i a la meua casa reial, i a aquesta terra: açò li demane a Ahura Mazda, que Ahura Mazda m'ho atorgue! Oh, tu, el que ha manat Ahura Mazda, que no et semble repugnant; no deixes el camí correcte; no et gires en rebel·lia! - Inscripció DNa de Darios I | |
| 1. partaram patiyajatā θātiy Dārayavauš 2. xšāyaθiya aita tya kartam 3. ava visam vašnā Auramazdāhā akunavam 4. Auramazdāmaiy upastām abara 5. yātā kartam akunavam mām Auramazdā 6. pātuv hacā gastā utāmaiy 7. viθam utā imām dahyāum aita adam 8. Auramazdām jadiyāmiy aitamaiya 9. Auramazdā dadātuv 10. martiyā hyā Auramazdāhā 11. framānā hauvtaiy gastā 12. mā θadaya paθim 13. tyām rāstām mā 14. avarada mā stabava | 1. 𐏐 𐎱𐎼𐎫𐎼𐎶 𐏐 𐎱𐎫𐎡𐎹𐎩𐎫𐎠 𐏐 𐎰𐎠𐎫𐎡𐎹 𐏐 𐎭𐎠/𐎼𐎹𐎺𐎢𐏁 2. 𐏐 𐎧𐏁𐎠𐎹𐎰𐎡𐎹 𐏐 𐎠𐎡𐎫 𐏐 𐎫[𐎹 𐏐] 𐎣𐎼𐎫/𐎶 3. 𐏐 𐎠𐎺 𐏐 𐎻𐎡𐎿𐎶 𐏐 𐎺𐏁𐎴𐎠 𐏐 𐎠𐎢𐎼𐎶𐏀𐎭𐎠𐏃𐎠 𐏐 𐎠𐎤/𐎢𐎴𐎺𐎶 4. 𐏐 𐎠𐎢𐎼𐎶𐏀𐎭𐎠<𐎶>𐎡𐎹 𐏐 𐎢𐎱𐎿𐎫𐎠𐎶 𐏐 𐎠𐎲/𐎼 5. 𐏐 𐎹𐎠𐎫𐎠 𐏐 𐎣𐎼𐎫𐎶 𐏐 𐎠𐎤𐎢𐎴[𐎺𐎶 𐏐 𐎶𐎠]𐎶 𐏐 𐎠/𐎢𐎼𐎶𐏀𐎭𐎠 6. 𐏐 𐎱𐎠𐎬𐎢𐎺 𐏐 𐏃𐎨𐎠 𐏐 𐎥[𐎿𐎫𐎠] 𐏐 𐎢𐎫𐎠𐎶/𐎡𐎹 7. 𐏐 𐎻𐎡𐎰𐎶 𐏐 𐎢𐎫𐎠 𐏐 𐎡𐎶𐎠𐎶 𐏐 𐎭𐏃𐎹𐎠𐎢𐎶 𐏐 𐎠𐎡𐎫 𐏐 𐎠𐎭/𐎶 8. 𐏐 𐎠𐎢𐎼𐎶𐏀𐎭𐎠𐎶 𐏐 𐎩𐎮𐎡𐎹𐎠𐎷𐎡𐎹 𐏐 𐎠𐎡𐎫𐎶/𐎡𐎹 9. 𐏐 𐎠𐎢𐎼𐎶𐏀𐎭𐎠 𐏐 𐎭𐎭𐎠𐎬𐎢𐎺 𐏐 10. 𐎶𐎼𐎫𐎡𐎹𐎠 𐏐 𐏃𐎹𐎠 𐏐 𐎠𐎢𐎼𐎶𐏀𐎭𐎠𐏃/𐎠 11. 𐏐 𐎳𐎼𐎶𐎠𐎴𐎠 𐏐 𐏃𐎢𐎺𐎫𐎡𐎹 𐏐 𐎥𐎿/𐎫𐎠 12. 𐏐 𐎶𐎠 𐏐 𐎰𐎭𐎹 𐏐 𐎱𐎰𐎡𐎶 𐏐 13. 𐎫𐎹𐎠𐎶 𐏐 𐎼𐎠𐎿𐎫𐎠𐎶 𐏐 𐎶𐎠 14. 𐏐 𐎠𐎺𐎼𐎭 𐏐 𐎶𐎠 𐏐 𐎿𐎫𐎲𐎺. |

## Noms específics de països
La Inscripció DNa registra els territoris sota el domini de Darios el Gran:

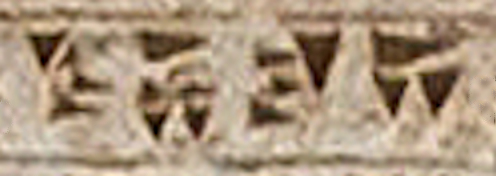
El nom de Lídia: Sparda (𐎿𐎱𐎼𐎭)
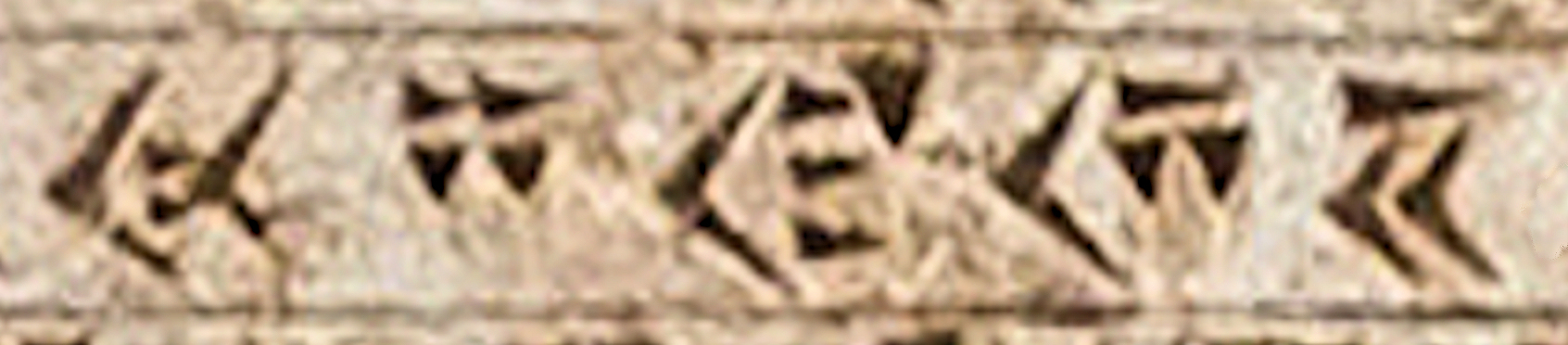
El nom de l'Índia: Hidūš (𐏃𐎡𐎯𐎢𐏁en persa antic cuneïforme) en la inscripció DNa
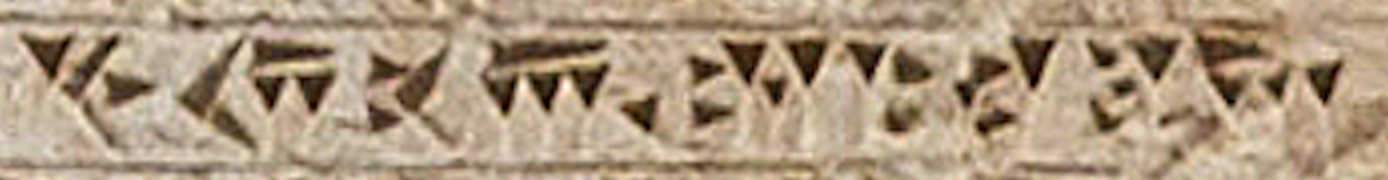
El presumpte nom dels antics macedonis:𐎹𐎢𐎴𐎠𐏐𐎫𐎣𐎲𐎼𐎠Yaunā takabarā, «jonis amb barrets d'escut», referint-se als pètasos
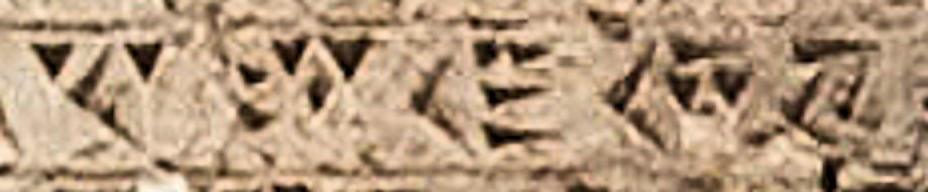
El nom de Satagídia (𐎰𐎫𐎦𐎢𐏁Thataguš) en la inscripció DNa
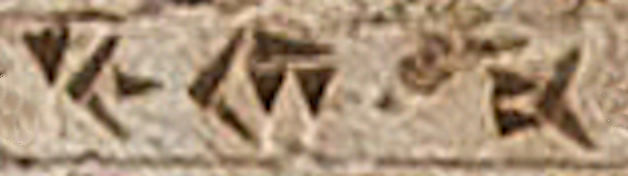
El nom dels grecs jònics Yauna (𐎹𐎢𐎴)
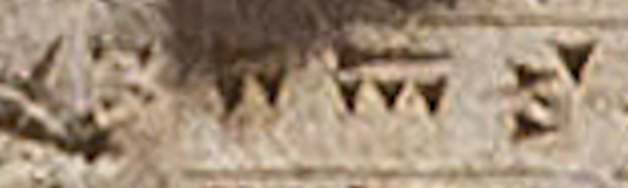
El nom de Gadāra (𐎥𐎭𐎠𐎼 en persa antic cuneïforme) en la inscripció DNa
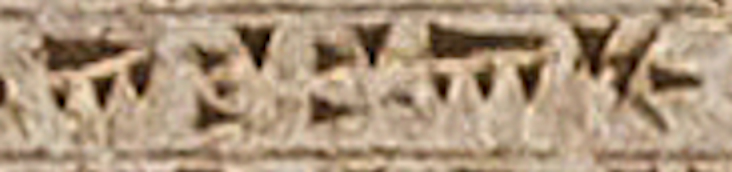
El nom d'Aràbia: Arabāya (𐎠𐎼𐎲𐎠𐎹)
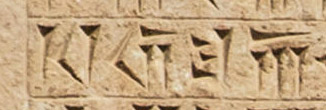
El nom d'Assíria: Ā/thūrā (𐎠/𐎰𐎢𐎼𐎠)

## Referències

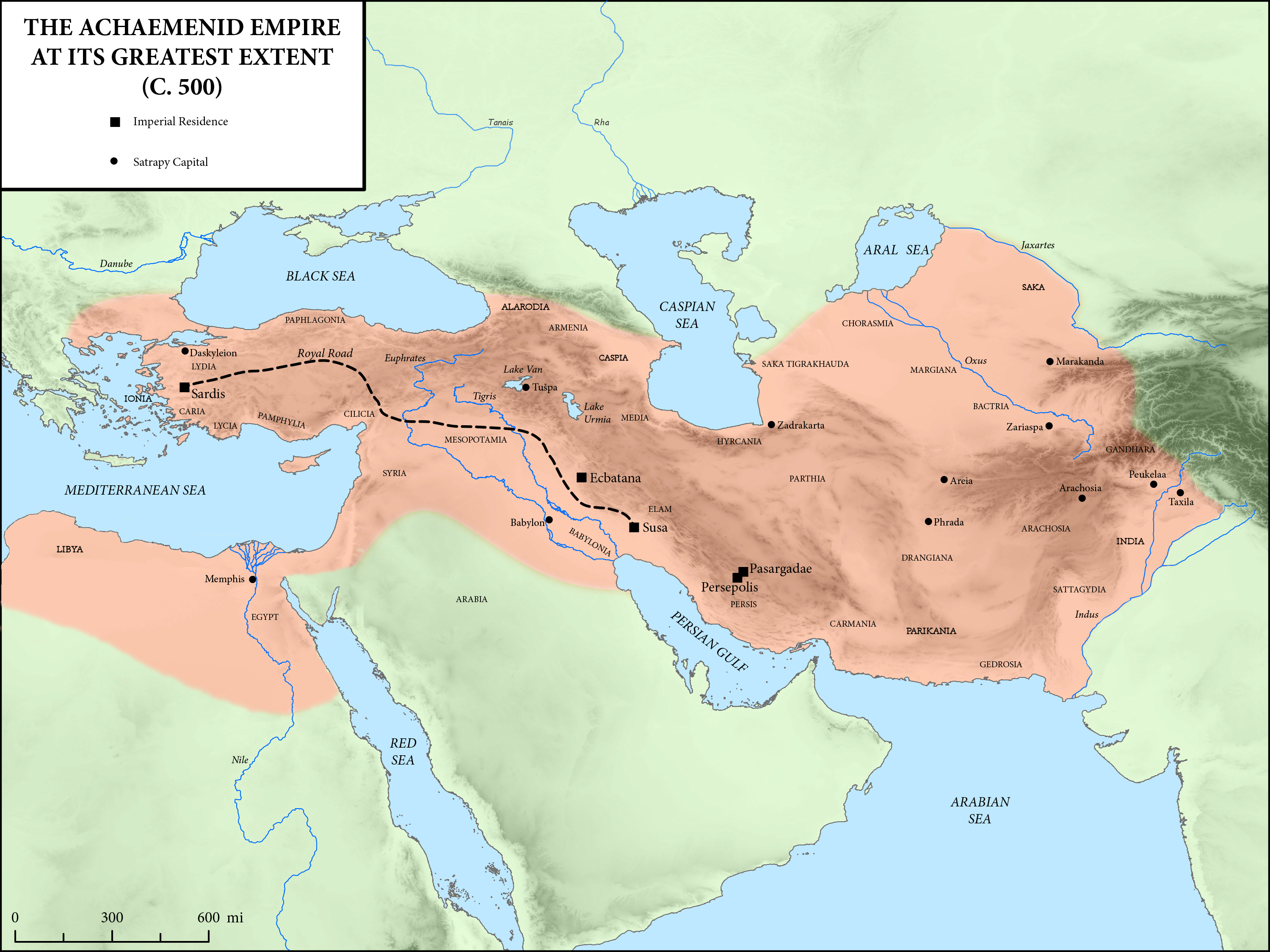
L'Imperi persa aquemènida en la seua major extensió, c. 500 ae

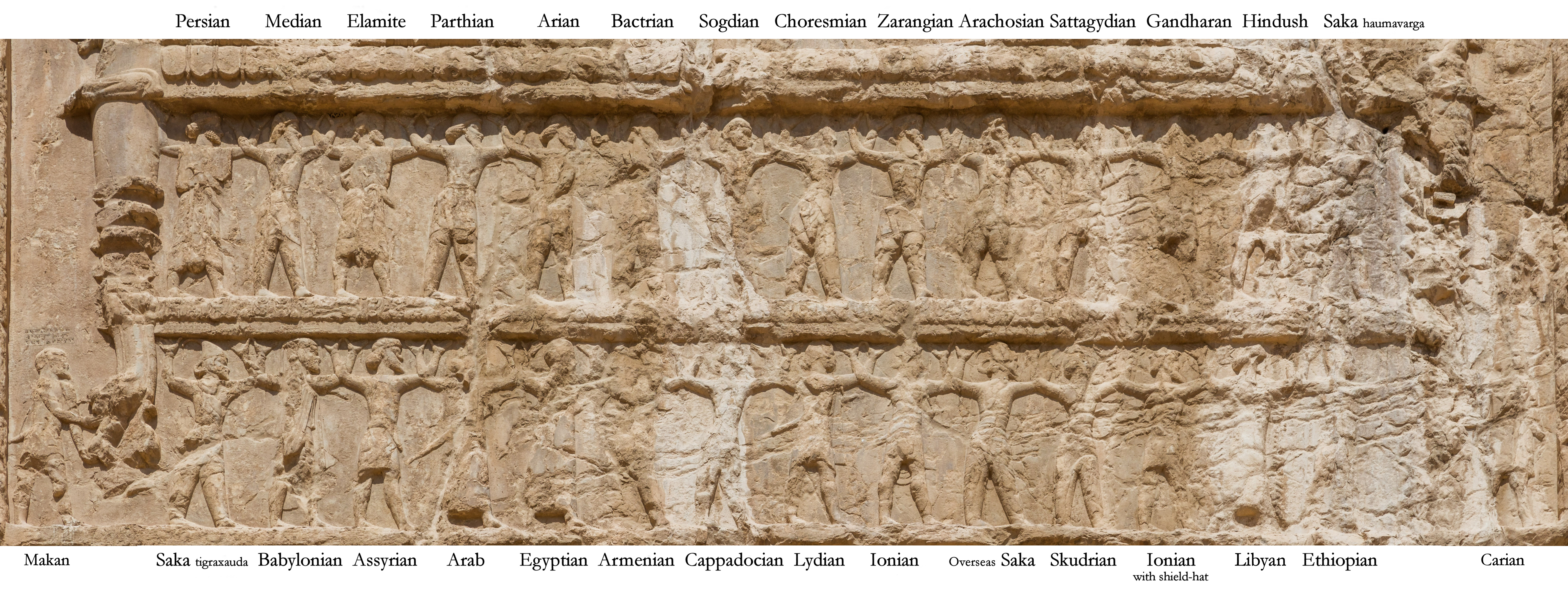
Les nacionalitats esmentades en la Inscripció DNa també estan representades en el registre superior de la Tomba de Darios el Gran, com en totes les tombes dinàstiques de Naqsh-e Rostam i Persèpolis